# Phasia latipennis
Phasia latipennis är en tvåvingeart som först beskrevs av Brauer 1898.  Phasia latipennis ingår i släktet Phasia och familjen parasitflugor.
Artens utbredningsområde är Uruguay. Inga underarter finns listade i Catalogue of Life.